# Mayon
Vulkan Mayon, poznat i kao Planina Mayon je aktivni stratovulkan u provinciji Albay, u regiji Bicol, na filipinskom otoku Luzon. Visok je 2463 metra.
Poznat po svom gotovo simetričnom konusnom obliku, Mayon predstavlja sjevernu granicu grada Legazpi City. U tradiciji stanovništva koje živi u okolini vulkana, on se naziva Bulkang Magayon (na filipinskom: Vulkan Magayaon) po legendarnoj junačkoj Daragang Magayon (doslovno na bikol jeziku: Prelijepa dama). Dana 13. listopada 2008. godine Mayon je predložen za popis 7 najvećih čuda prirode novijeg doba.

## Geomorfologija
Vulkan Mayon je aktivni stratovulkan. Trenutačni stožac je oblikovan putem piroklastičnih tokova i tokova lave iz ranijih erupcija. Mayon je jedan od najaktivnijih vulkana na Filipinima. Smatra se kako je u posljednjih 400 godina imao 49 erupcija.
Nalazi se na istočnoj strani otoka Luzon, paralelno filipinskoj brazdi koja predstavlja konvergentnu granicu gdje se filipinska morska ploča uvlači ispod filipinskog pokretnog pojasa. Na mjestima gdje se kontinentalna ploča ili pojas kontinentalnih fragmenata dodiruje s oceanskom pločom, lakši kontinentalni materijal prelazi preko oceanske ploče gurajući ju dublje u Zemljinu koru. Magma, koja nastaje na mjestu gdje se tope stijene, može se probiti kroz kontinentalnu ploču oslabljenu zbog sudara tektonskih ploča. Jedno takvo mjesto gdje je magma izbila je i Mayon. Kao i drugi okolni vulkani na obodu Tihog oceana, Mayon je dio Pacifičkoga vatrenog prstena.

## Lokacija i formiranje
Vulkan Mayon je najznačajnije obilježje filipinske provincije Albay. Nalazi se 10 km od zaljeva Albay, u općinama Legazpi City, Daraga, Camalig, Guinobatan, Ligao City, Tabaco City, Malilipot i Santo Domingo. Uzdiže se 2463 m (8077 stopa) iznad zaliva.
Vulkan Mayon je jedan od najaktivnijih vulkana na Filipinima, a smatra se da je jedan od najsavršenije oblikovanih vulkanazbog svog simetričnog konusa. On je bazaltno-andesitski vulkan. Gornje padine vulkana vrlo su strme s prosječnom strminom od 35-40 stupnjeva, dok je na vrhu relativno mali krater. Na strminama su vidljivi slojevi stvrdnute lave i drugog vulkanskog materijala.

## Erupcije
U pisanoj povijesti zabilježeno je 49 erupcija Mayona. Prva zabilježena erupcija bila je 1616. godine. Jednu od poslijednjih većih erupcija je popratilo relativno mirno izlijevanje lave, 14. srpnja 2006., međutim opasnost po stanovništvo se povećala nakon što je nastao lahar djelovanjem kiše i prolaskom tropske oluje "Durian", 30. studenoga 2006. godine. Sljedeća erupcija na vrhu se dogodila 10. kolovoza 2008. godine.
Najrazornija erupcija Mayona se desila 1. veljače 1814. godine. Tijek lave nije bio toliko obilan u odnosu na erupciju iz 1766. godine. Međutim, vulkan je intenzivno izbacivao tamni dim i pepeo te je na kraju potpuno zatrpao i razorio grad Cagsawa. Samo je zvonik ostao iznad nove površine tla. Drveće je bilo spaljeno, rijeke značajno zagađene. Okolna područja su također bila uništena, a nagomilani pepeo je ponegdje bio debljine i 9 metara. Smatra da se je u toj najvećoj katastrofi poginulo oko 2.200 stanovnika pokrajine Albay.
Najduža neprekinuta erupcija Mayona se otpočela 23. lipnja 1897. godine i trajala je sedam dana. Lava je ponovno dosegla naseljena mjesta. Sedam milja istočno od vulkana, selo Bacacay je potpuno spaljeno, a 15 metara lave ga je potpuno prekrilo. U selu Libon je tada oko 100 osoba poginulo, a moguće je da su se ugušili od dima i pepela te izbačenih gromada užarenih stijena. Druga sela poput San Roque, Misericordia i Santo Nino su također ostala bez brojih stanovnika. Vjetrovi su odnijeli pepeo i dim na više od 160 km od vulkana. Smatra se da je ukupno 400 ljudi stradalo tijekom te erupcije.
Od erupcije 1984. godine nije zabilježen nijedan smrtni slučaj zbog erupcije, jer je na preporuku filipinskih geologa na vrijem evakuirano više od 73.000 osoba. Međutim, u velikoj erupciji 1993. godine poginulo je 77 osoba, najvećim dijelom poljoprivrednika, zbog piroklastičnih lavina.
Mayon je ponovo erumpirao od srpnja do listopada 2006. godine, a tijekom te erupcije nije bilo ljudskih žrtava. U vrijeme te erupcije najsnažnija vulkanska aktivnost je zabilježena sredinom kolovoza 2006. godine. Tijekom sljedeća dva mjeseca, izbacivanje lave i pepela se postepeno smanjilo. Međutim, krajem studenoga 2006. godine prolaskom tropske oluje "Durian", nastala su klizišta od mulja, blata i ostalog materijala koji je izbačen putem erupcije. Klizišta su usmrtila oko 1000 osoba, a velika područja u predgrađima Legazpi Cityja su bila prekrivena muljem i blatom, gotovo do krovova kuća.
Sredinom prosinca 2009. godine, ponovo je došlo do pojačane vulkanske aktivnosti, te je nakon preporuka geologa izvršena evakucija stanovništva. U razdoblju od 15. do 17. prosinca 2009. godine zabilježeno je nekoliko umjerenih eksplozija, a lava se isticala iz kratera i do 4 km niz padinu vulkana. Po podacima filipinske vlade, ukupno je evakuirano preko 33.000 osoba iz ugroženog područja. Početkom siječnja 2010. godine, erupcijska aktivnost se počela polako smanjivati, te se dio evakuiranih stanovnika počeo vraćati kućama.
Otad se dogodilo još 5 erupcija: u 2013., 2014., 2018., 2022. te 2023. godini.

## Vanjske poveznice
- Stranice filipinskog Instituta za vulkanologiju (PHIVOLCS)  Arhivirana inačica izvorne stranice od 24. rujna 2006. (Wayback Machine)
- Philippines National Disaster Coordinating Council  Arhivirana inačica izvorne stranice od 18. travnja 2007. (Wayback Machine) Mount Mayon Updates
- NASA Earth Observatory page  Arhivirana inačica izvorne stranice od 28. listopada 2005. (Wayback Machine)